# Čtvercová formace

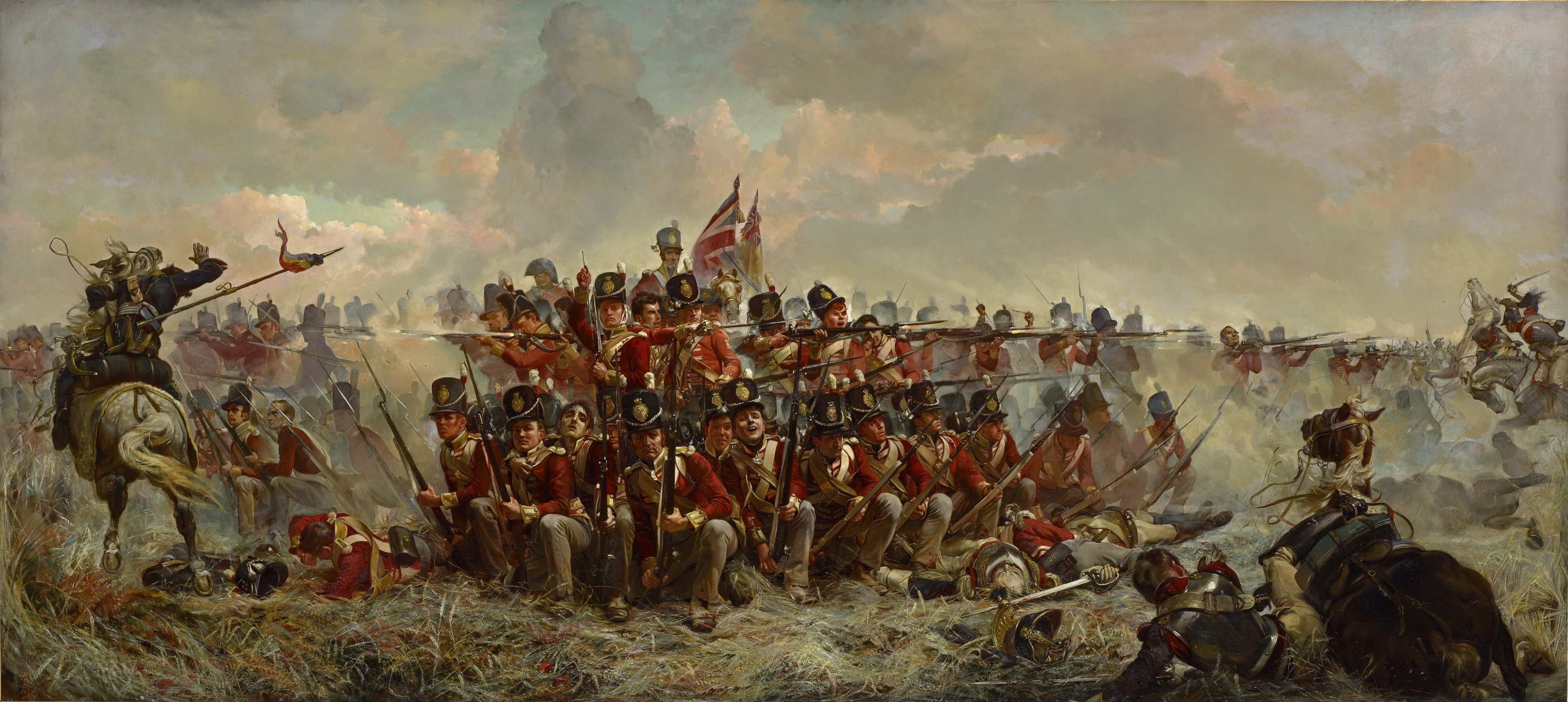
Britská pěchota zformovaná do čtverce v období napoleonských válek na obraze 28. pluk v bitvě u Quatre Bras od Elizabeth Thompsonové

Čtvercová formace neboli karé (z francouzského Carré, či zastarale Quarré, čtverec) je zastaralá bojová formace pěchoty pro situace, kdy se bránila útoku kavalérie. Pěší jednotka se přitom zformovala přibližně do tvaru čtverce (podle potřeby obdélníku nebo kosočtverce), tak, aby zbraně vojáků směřovaly do všech čtyř stran. Účelem bylo zabránit mnohem pohyblivějším jednotkám nepřátelské jízdy, aby napadenému útvaru pěchoty vpadly do nechráněného boku nebo do zad.

## Historie bojového čtverce
Čtvercovou formaci pěchota užívala již od starověku. Formace byla popsána Plútarchem a velké čtvercové formace používaly také římské legie v bitvě u Karrh proti Parthům, jejichž armády se skládaly z velké části z jízdy (pozor, nezaměňovat s jinou obrannou formací zvanou želva)
Zpravidla se jednalo o útvary plné, tzn. vojáci byli rozmístěni po celé ploše útvaru a bojovníci ze středu formace postoupili k okraji jen aby nahradili padlé spolubojovníky. Sevřený útvar měl své výhody, neboť vojáci v přední linii tak mohli snáze odolat náporu jízdy. Rozvoj palných zbraní a specializace vojáků v útvaru si vynutil větší pohyblivost a secvičenost bojovníků v útvaru (například tercie v době třicetileté války), kdy se například arkebuzníci (později mušketýři) při napadení jízdou uchylovali pod ochranu pikenýrů, kteří ze středu formace postoupili k okrajům čtverce. Další vývoj palných zbraní, zejména dělostřelectva, však odhalil slabiny sevřeného útvaru, který byl snadným terčem a každý zásah mohl zabít nebo zranit hned několik vojáků stojících za sebou.

## Karé
Během napoleonských válek se tak vyvinula formace karé, jakožto prázdný čtverec (nebo obdélník). Výhodou bylo rovnoměrné využití většiny bojovníků na stranách čtverce (na každé straně dvě nebo více řad vojáků vyzbrojených jednorannými mušketami nebo puškami s nasazenými bodáky). Především však případný zásah nepřátelským dělostřelectvem neměl na prázdný čtverec tak devastující účinek jako na plný útvar, přičemž ochrana proti útokům jízdy byla zachována.
Obecně prapor (přibližně 500 až 1 000 vojáků) byla nejmenší jednotka potřebná pro zformování karé. V prostředku čtverce byl velitel, standarty jednotky a zálohy pro posílení jakékoliv strany čtverce oslabené útoky. Po zformování do karé střílela pěchota salvy na přibližující se kavalérii. Vzhledem ke krátkému dosahu a nepřesnosti tehdejších pušek musela pěchota čekat se střelbou do doby, než se kavalérie přiblížila na vzdálenost cca 30 metrů. Vzniklé ztráty útočníků vedly k nahromadění mrtvých a zraněných koní a jezdců, které blokovaly další útoky.
Nedisciplinovaná nebo předčasná střelba pěchoty by proti kavalérii byla neefektivní a vyústila by v situaci, kdy se pěšáci musí bránit kavalérii s prázdnými mušketami jen pomocí bodáků. Kavalérie by se mohla přiblížit na velmi krátkou vzdálenost zatímco by pěchota nabíjela, a mohla by na pěchotu útočit střelbou z pistolí, šavlemi nebo kopími (podle typu výzbroje). Pozdní střelba, přestože by byla efektivnější v zasažení cílů, by mohla vést k pádu zraněných koní na pěchotu a vytvořit tak ve formaci mezery, což by umožnilo přeživším jezdcům vniknout do čtverce a narušit jej zevnitř. Nicméně nejúčinnější způsob prolomení čtverce představovaly kombinované jednotky lehkého dělostřelectva a jezdectva, kdy se dělostřelci pod ochranou jízdy přiblížili ke čtverci a přesnou palbou na krátkou vzdálenost (ovšem stále ještě mimo dostřel tehdejších pušek) narušili formaci, do níž vzápětí pronikla jízda a dovršila zkázu nepřátelské pěchoty.
Čtverec s 500 muži ve čtyřech řadách, jako ty co se zformovaly ve Wellingtonově armádě v bitvě u Waterloo, byl atypicky těsnou formací s každou stranou kratší než 20 metrů, což umožnilo hustější palbu na útočící jízdu. Wellington však většinu svých sil rozmístil za hřebenem kopce a nemusel si proto dělat starosti s obávaným francouzským dělostřelectvem, které by takto těsné čtverce jinak rozstřílelo.
V průběhu 19. století, v důsledku dalšího zdokonalování palných zbraní (dostřelu, přesnosti, kadence), nevýhody čtverce (a jakékoli sevřené formace) postupně převážily nad jeho výhodami. Taktika čtverce však byla nadále s úspěchem využívána v koloniálních válkách (například indiánských válkách) proti zpravidla početnějšímu a pohyblivějšímu protivníkovi, který však nedisponoval moderními rychlopalnými zbraněmi a dělostřelectvem.

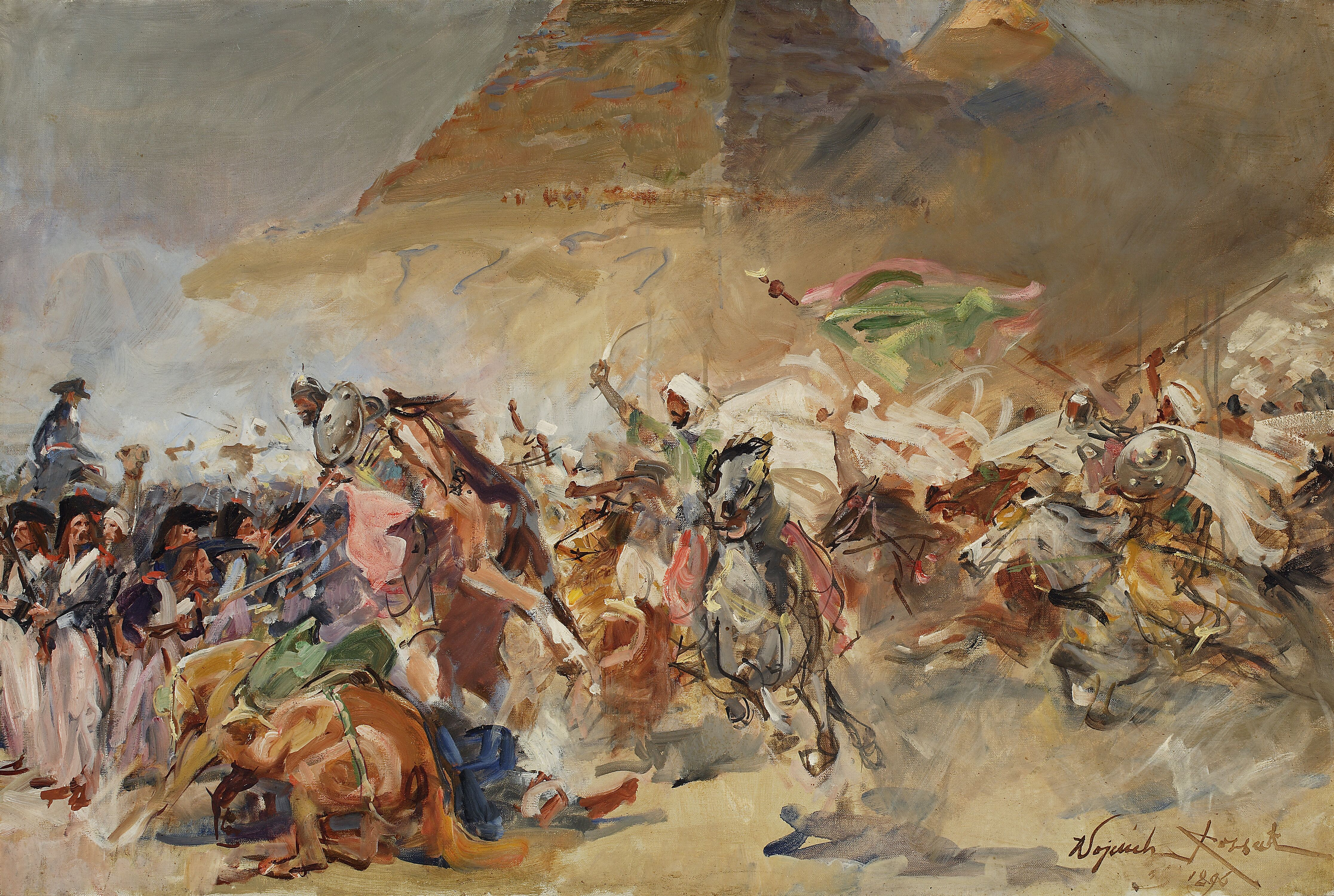
Mamlúcká kavalérie útočí na karé Francouzské pěchoty během bitvy u pyramid (1798), obraz od Wojciecha Kossaka
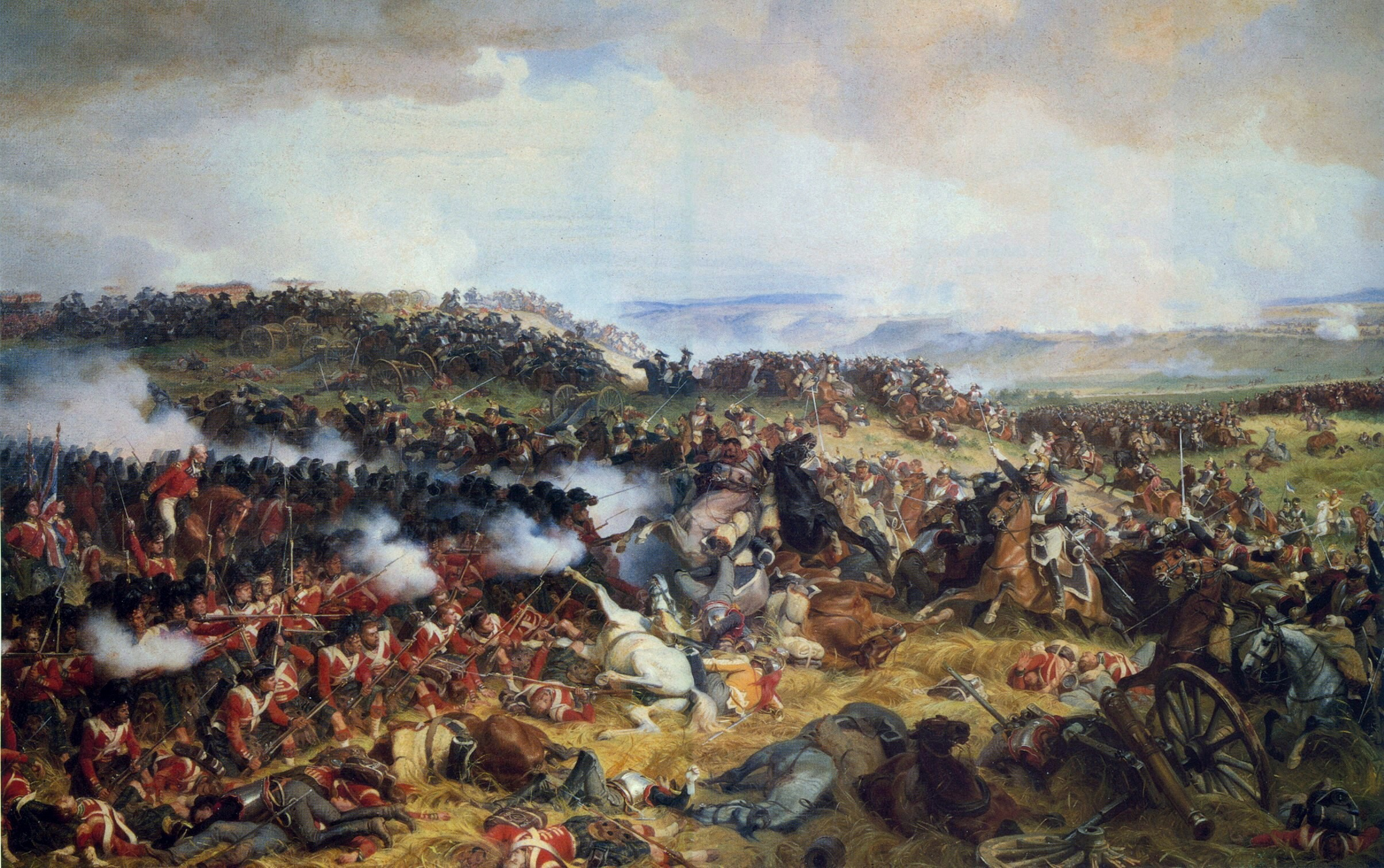
Útok francouzských kyrysníků proti britskému čtverci v bitvě u Waterloo (1815)
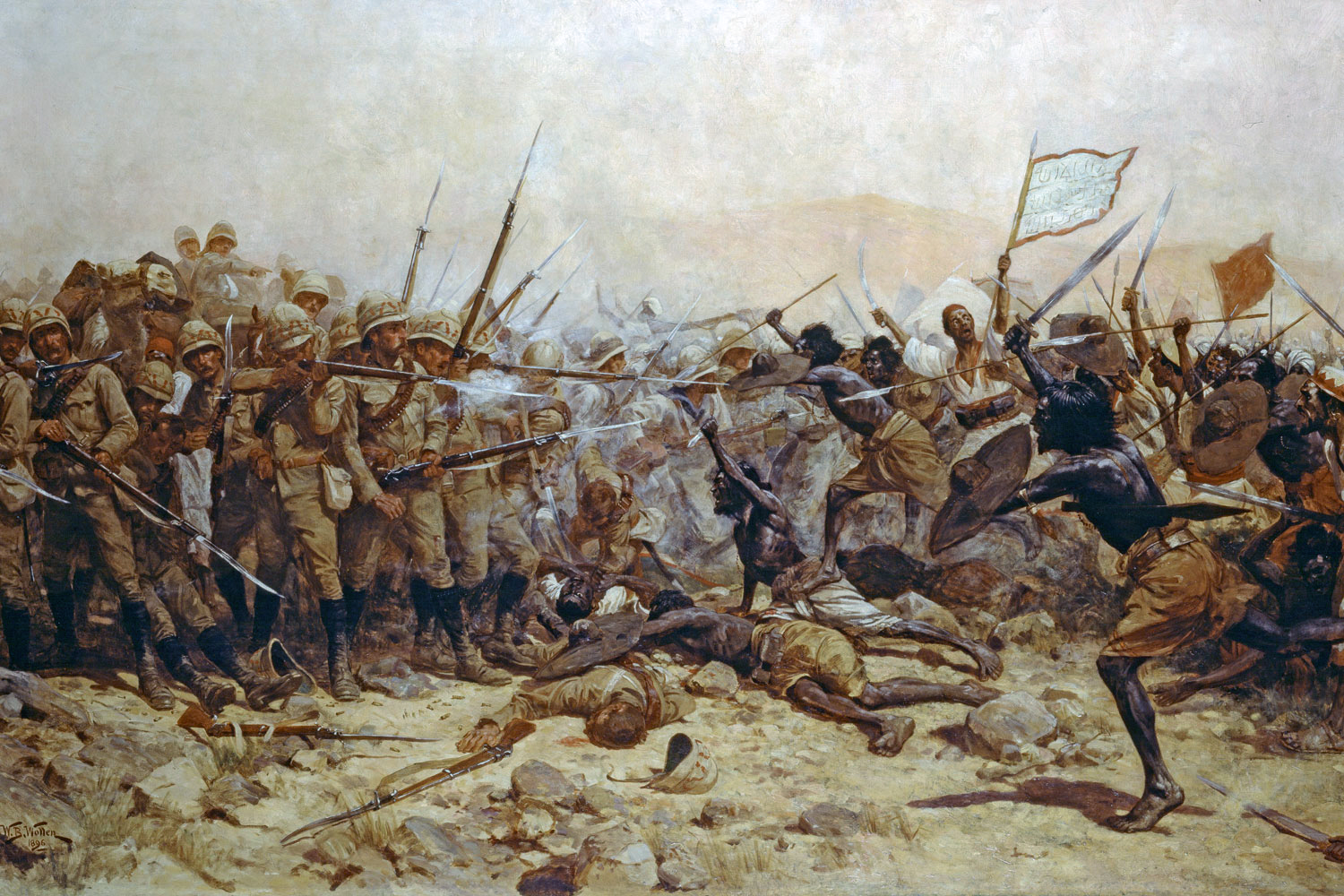
Vyobrazení britského čtverce v bitvě u Abu Klea (1885) od Williama Barnese Wollena
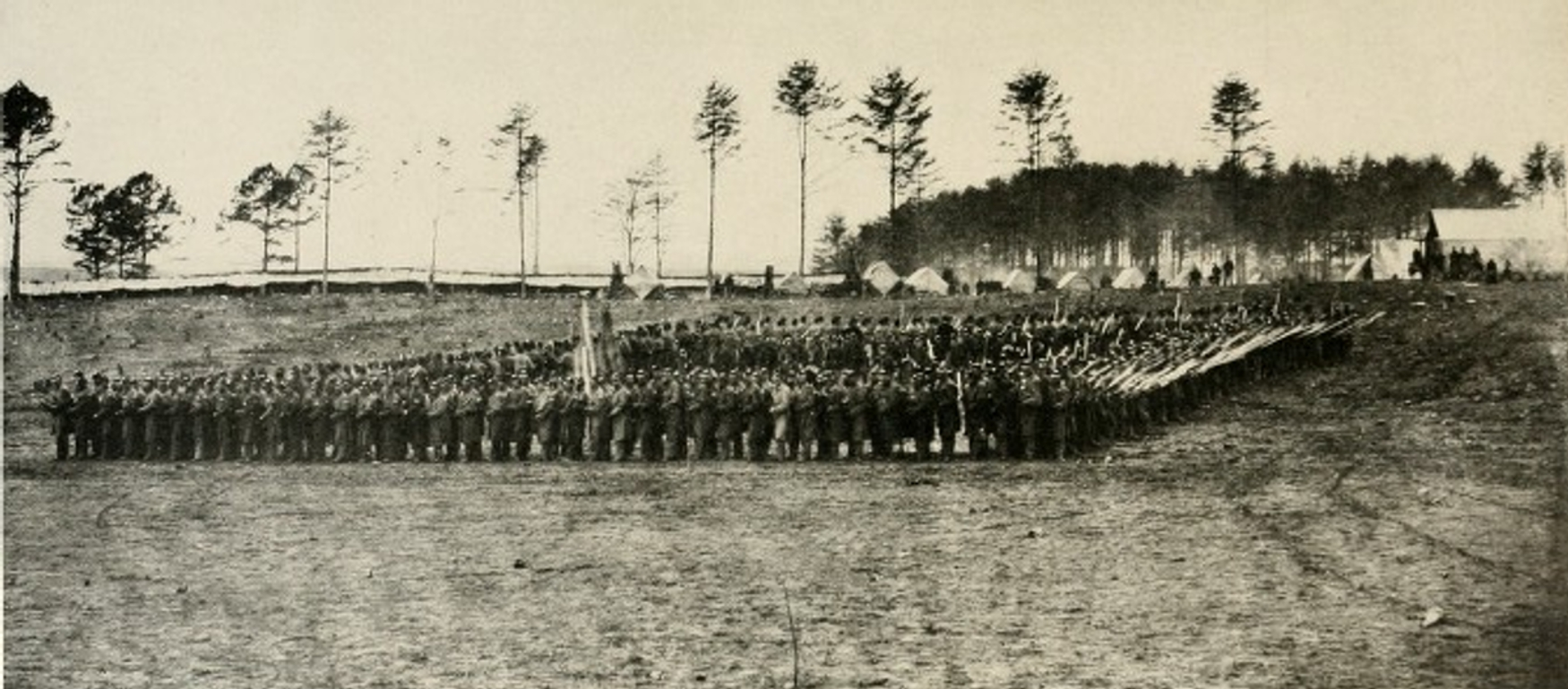
Pěchota Unionistické armády zformovaná do čtverce a s nasazenými bodáky
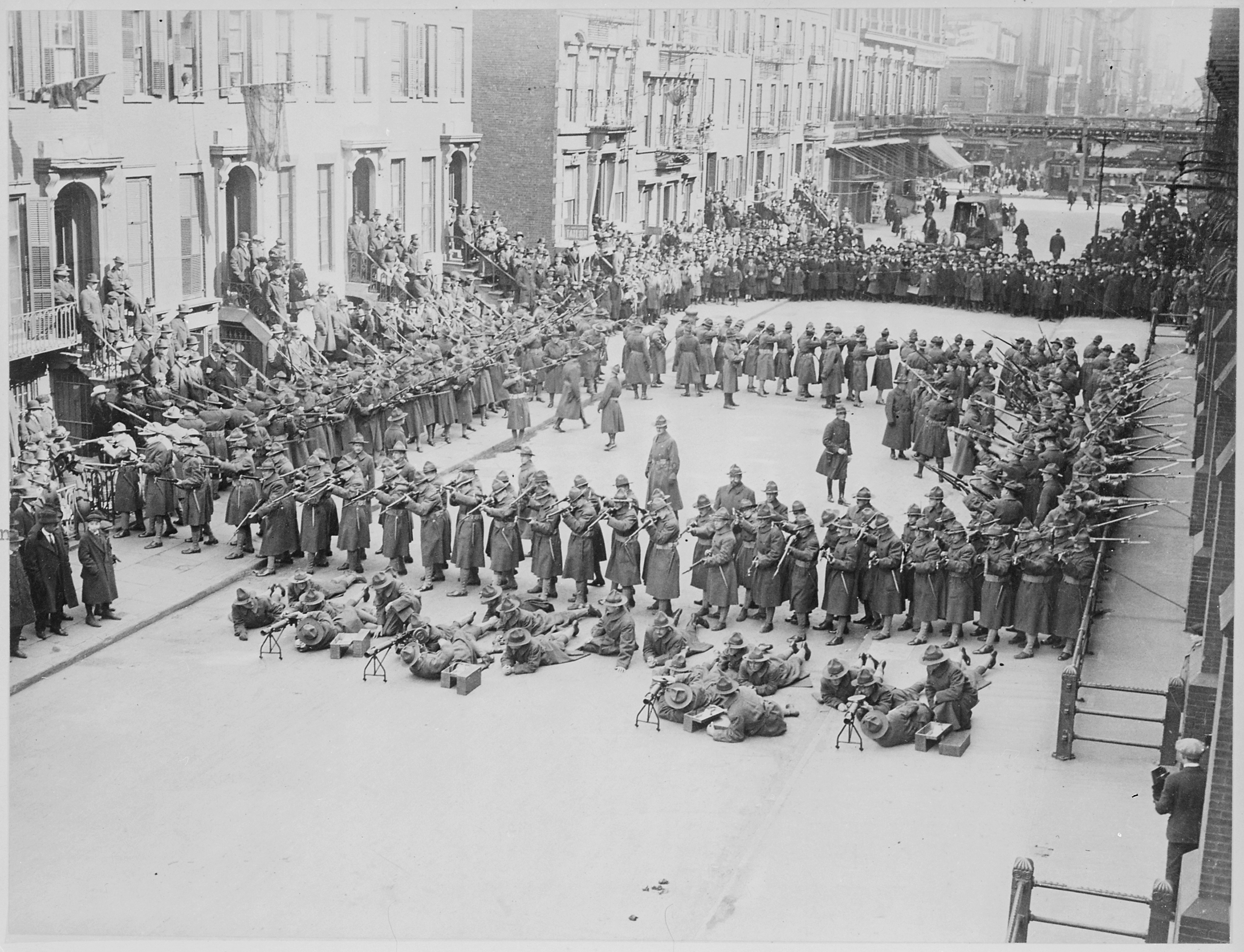
Prapor americké armády demonstruje formaci prázdného čtverce, používanou v případě pouličních nepokojů (1918)